# Municipio de McIntyre
El municipio de McIntyre (en inglés: McIntyre Township) es un municipio ubicado en el condado de Lycoming, en el estado estadounidense de Pensilvania. En el año 2010 tenía una población de 520 habitantes. Forma parte del área metropolitana de Williamsport.

## Geografía
El municipio de McIntyre se encuentra ubicado en las coordenadas 41°30′19″N 76°57′16″O / 41.50528, -76.95444.

## Demografía
Según la Oficina del Censo en 2000 los ingresos medios por hogar en la localidad eran de $36,000 y los ingresos medios por familia eran $39,659. Los hombres tenían unos ingresos medios de $28,824 frente a los $19,250 para las mujeres. La renta per cápita para la localidad era de $14,483. Alrededor del 12,1% de la población estaban por debajo del umbral de pobreza.